# Бузукис, Яннис
Яннис Бузукис (греч. Γιάννης Μπουζούκης; род. 27 марта 1998, Превеза) — греческий футболист, атакующий полузащитник клуба «Панетоликос».

## Клубная карьера
Бузукис — воспитанник клуба «Панатинаикос». 3 февраля 2018 года в матче против «Панетоликос» он дебютировал в греческой Суперлиге. 26 августа в поединке против «Ксанти» Яннис забил свой первый гол за «Панатинаикос». В начале 2022 года Бузукис на правах свободного агента подписал контракт с ОФИ. 13 февраля в матче против «Волоса» он дебютировал за новый клуб. 